# Kazuki Nakajima
Kazuki Nakajima (jap. 中嶋 一貴, Nakajima Kazuki) (* 11. Januar 1985 in Okazaki) ist ein ehemaliger japanischer Automobilrennfahrer. Er startete von 2007 bis 2009 für Williams in der Formel 1. Von 2011 bis 2016 trat er in der Super Formula (ehemals Formel Nippon) an. Dabei gewann er 2012 und 2014 die Fahrerwertung. Außerdem nahm er von 2012 bis 2021 an der FIA-Langstrecken-Weltmeisterschaft (WEC) teil, wo er 2019 Fahrerweltmeister wurde. 2018, 2019 und 2020 gewann er das 24-Stunden-Rennen von Le Mans.

## Karriere
Nakajima begann seine Motorsportkarriere 1996 im Kartsport, in dem er bis 2002 aktiv blieb. Im Gegensatz zu seinem Vater Satoru, einem ehemaligen Rennfahrer, der eng mit Honda verbunden war, band sich Kazuki Nakajima früh an Toyota. Er wollte damit verhindern, dass man ihm nachsagt, er würde nur wegen der Verbindungen seines Vaters im Motorsport gefördert werden.
2003 wechselte er in den Formelsport und gewann auf Anhieb die Formel Toyota. 2004 erhielt Nakajima ein Cockpit bei TOM’S in der japanischen Formel-3-Meisterschaft. Er gewann zwei Rennen und wurde Fünfter in der Meisterschaft. Mit 138 zu 161 Punkten unterlag er intern Richard Antinucci. Außerdem nahm er an zwei Formel-3-Einzelrennen teil. 2005 absolvierte Nakajima seine zweite japanische Formel-3-Meisterschaft für TOM’S. Mit zwei Siegen verbesserte er sich in der Meisterschaft auf den zweiten Platz. Er unterlag dabei seinem Teamkollegen João Paulo de Oliveira mit 209 zu 272 Punkten. Beim Macau Grand Prix wurde er Fünfter. Außerdem fuhr Nakajima für apr in der Super GT. Er nahm zusammen mit Minoru Tanaka an der GT300-Klasse teil. Die beiden erzielten einen Klassensieg und wurden Achte in der GT300-Wertung.

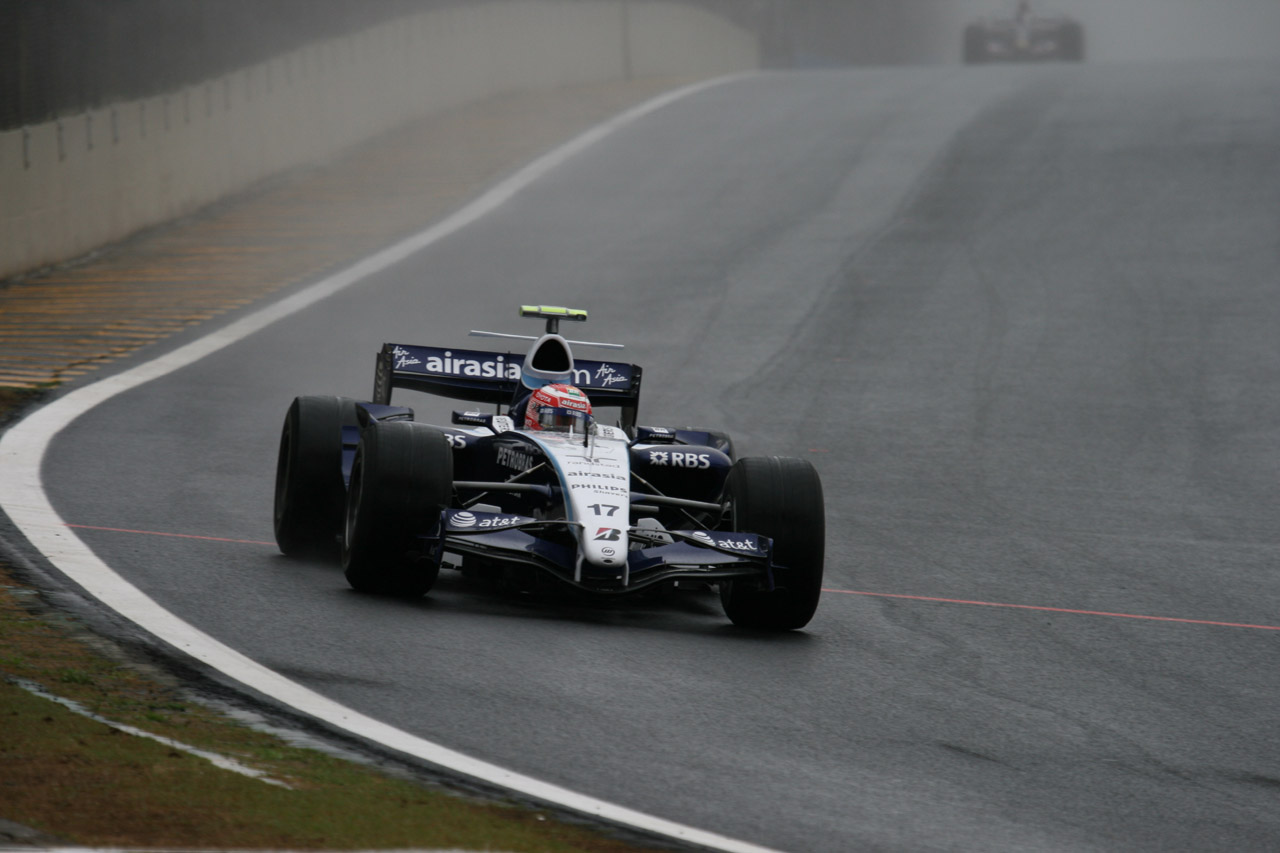
Nakajima im freien Training vor seinem ersten Formel-1-Rennen in Brasilien 2007

2006 wechselte Nakajima nach Europa zu Manor Motorsport in die Formel-3-Euroserie. Er erzielte bereits beim ersten Rennen in Hockenheim einen zweiten Platz. Auf dem EuroSpeedway Lausitz gewann er ein Rennen. Er beendete die Saison auf dem siebten Platz und unterlag damit intern seinen Teamkollegen Kōhei Hirate und Esteban Guerrieri, die schon länger in dieser Meisterschaft fuhren. Darüber hinaus absolvierte er Formel-1-Testfahrten für Williams. 2007 trat Nakajima für DAMS in der GP2-Serie an. Er erzielte sechs Podest-Platzierungen und schloss die Saison als bester siegloser Fahrer auf dem sechsten Gesamtrang ab. Intern setzte er sich mit 42 zu 23 Punkten gegen Nicolas Lapierre durch. Darüber hinaus war Nakajima 2007 Formel-1-Testfahrer bei Williams, die Toyota-Motoren verwendeten. In dieser Funktion nahm er an einen freien Trainings der Formel 1 teil. Nach dem Rücktritt von Alexander Wurz gab Nakajima beim letzten Saisonrennen, dem Großen Preis von Brasilien, sein Debüt als Formel-1-Fahrer. Er wurde Zehnter und erreichte den 22. Platz der Gesamtwertung.

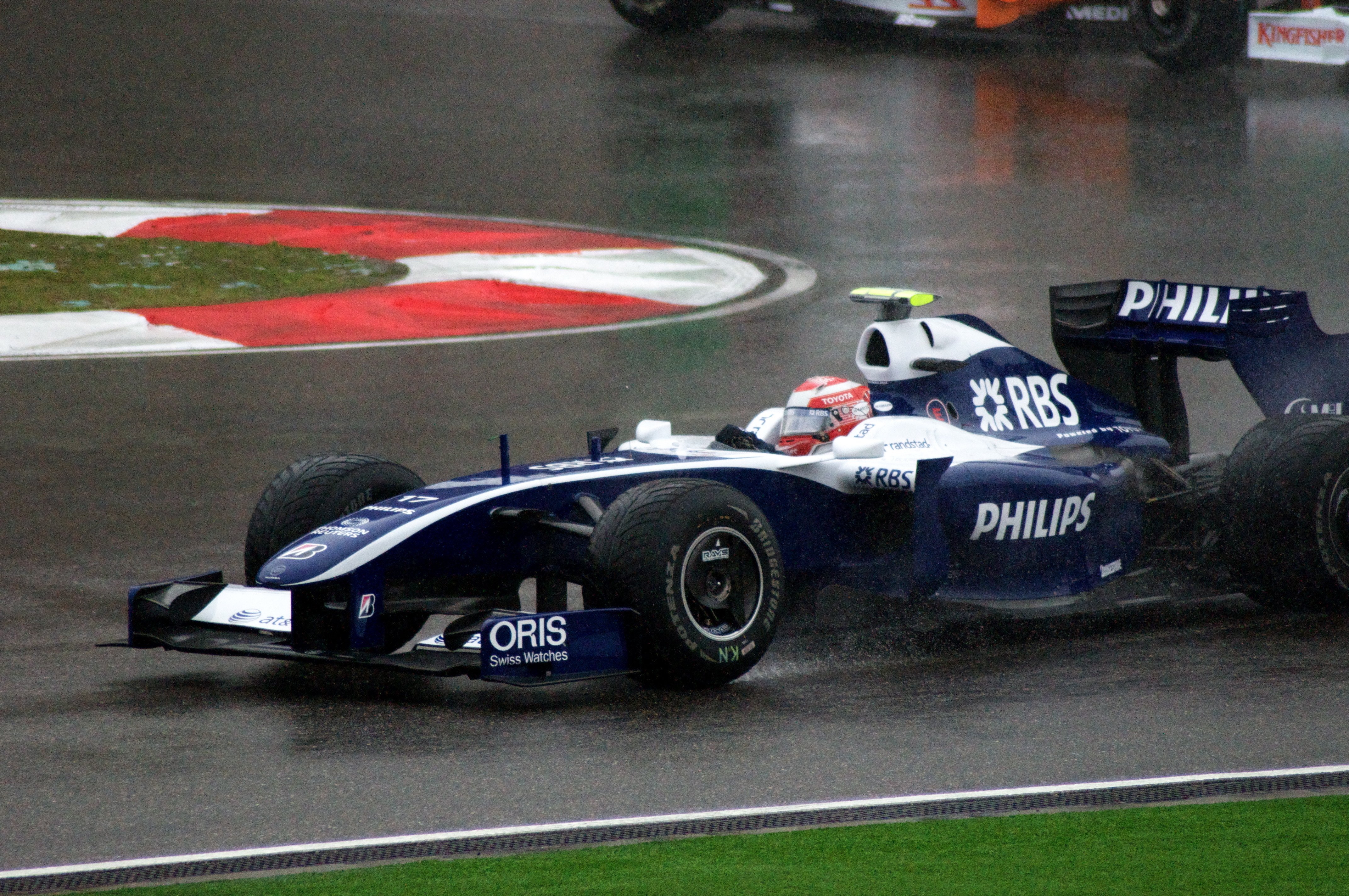
Nakajima beim Großen Preis von China 2009

Die Formel-1-Weltmeisterschaft 2008 bestritt Nakajima als Williams-Stammfahrer neben Nico Rosberg. Bereits beim ersten Saisonrennen in Australien erzielte Nakajima als Sechster erstmals Punkte. Es war zugleich seine beste Platzierung in der Formel 1. Im weiteren Saisonverlauf fuhr Nakajima noch viermal in die Punkteränge. Nakajima schloss die Saison auf dem 15. Platz in der Fahrerweltmeisterschaft ab und unterlag damit intern Rosberg, der den 13. Platz erreichte. 2009 blieben Nakajima und Rosberg bei Williams. Während Rosberg regelmäßig Punkte erzielte und am Saisonende mit 34,5 Punkten den siebten Platz belegte, gelang es Nakajima nicht, Punkte einzufahren. Zwei neunte Plätze in Ungarn und Singapur waren seine besten Ergebnisse. Nakajima lag am Saisonende punktelos auf dem 20. Gesamtrang. Nachdem sich Toyota zum Saisonende aus der Formel 1 zurückgezogen hatte, endete auch Nakajimas Formel-1-Engagement bei Williams.

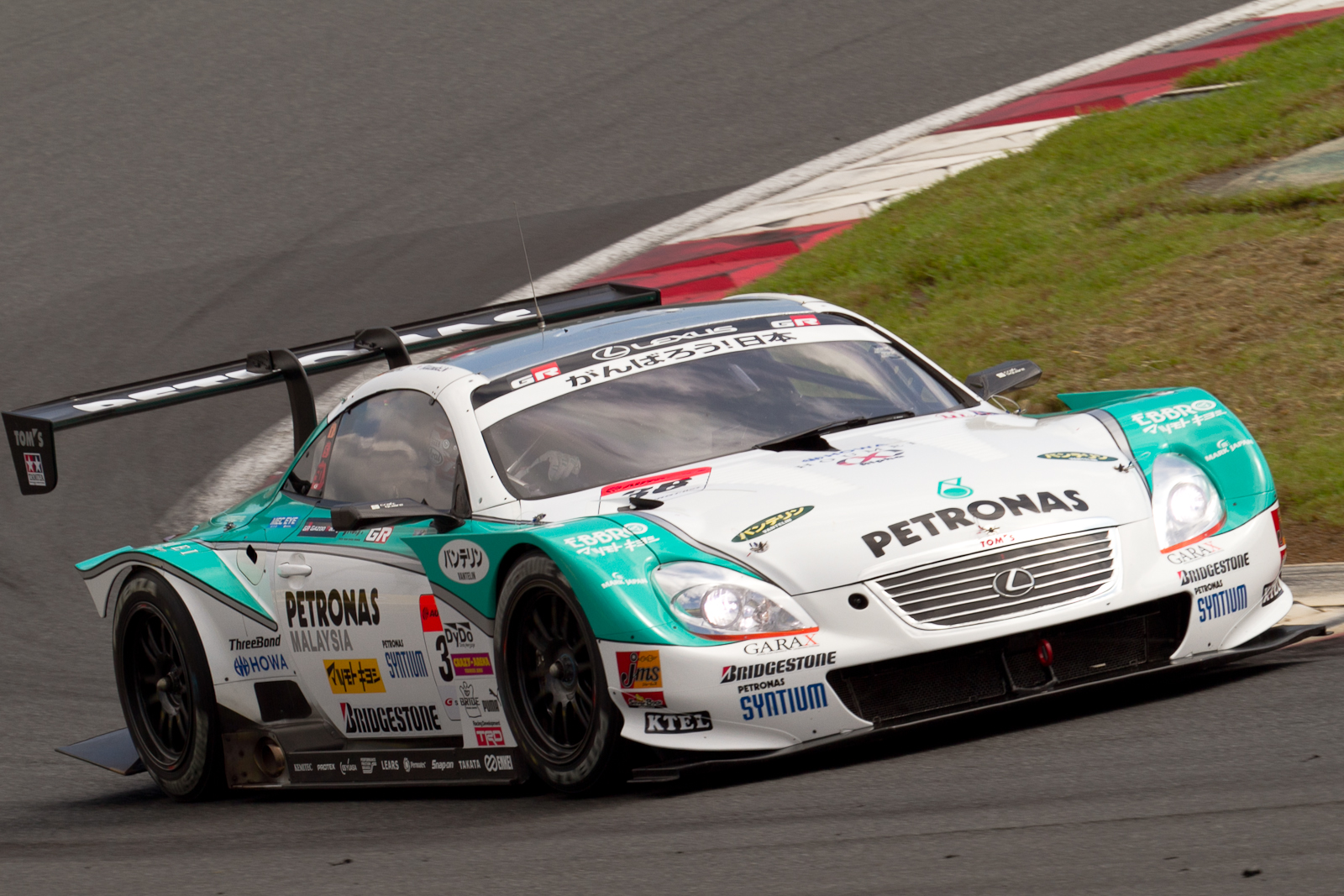
Nakajima in der Super GT 2011

Nachdem Nakajima 2010 an keiner Rennserie teilgenommen hatte, wechselte er 2011 zum Petronas Team TOM’S in die Formel Nippon. Sein Teamkollege war André Lotterer. Während Lotterer zu einem Rennen nicht startete und fünf von sieben Rennen gewann, entschied Nakajima das Rennen in Kamitsue für sich und beendete jedes Rennen auf dem Podium. Er schloss die Saison mit 42 zu 56 Punkten auf dem zweiten Platz hinter Lotterer ab. Darüber hinaus fuhren Nakajima und Lotterer für das Lexus Team Petronas TOM’S zusammen in der Super GT und erreichten den achten Gesamtrang.
2012 blieb Nakajima in der Formel Nippon beim Petronas Team TOM’S. Er gewann zwei Rennen in Suzuka und wurde am Saisonende Meister. Dabei setzte er sich mit 46 zu 43 Punkten gegen Kōdai Tsukakoshi durch. Außerdem trat Nakajima erneut für in der Super GT an. Sein regulärer Teamkollege war Loïc Duval, der bei einem Rennen durch Richard Lyons vertreten wurde. Mit einem zweiten Platz als bestem Ergebnis beendete Nakajima die Saison auf dem siebten Platz. Darüber hinaus wurde Nakajima 2012 von Toyota Motorsport in den Kader für die FIA-Langstrecken-Weltmeisterschaft (WEC) aufgenommen. Er gab sein Debüt beim 24-Stunden-Rennen von Le Mans. Seine Teamkollegen waren Lapierre und Wurz. Nakajima absolvierte drei Rennen. Das Trio gewann das Rennen in Fuji. Er lag am Saisonende auf dem 13. Platz der Fahrerweltmeisterschaft.
2013 war Nakajima beim Petronas Team TOM’S Titelverteidiger in der in Super Formula umbenannten Formel Nippon. Er gewann das Rennen in Motegi und das dritte Rennen in Suzuka. Er wurde Vierter in der Fahrerwertung. Seinem Teamkollegen Lotterer unterlag er mit 24 zu 37 Punkten. In der Super GT wurde James Rossiter neuer Teamkollege von Nakajima. Die beiden gewannen zwei Rennen und wurden Dritte in der Meisterschaft. In der FIA-Langstrecken-Weltmeisterschaft 2013 absolvierte Nakajima mit Lapierre und Wurz vier Rennen für Toyota. Das Trio gewann erneut in Fuji. Nakajima schloss die Saison auf dem zwölften Platz ab.

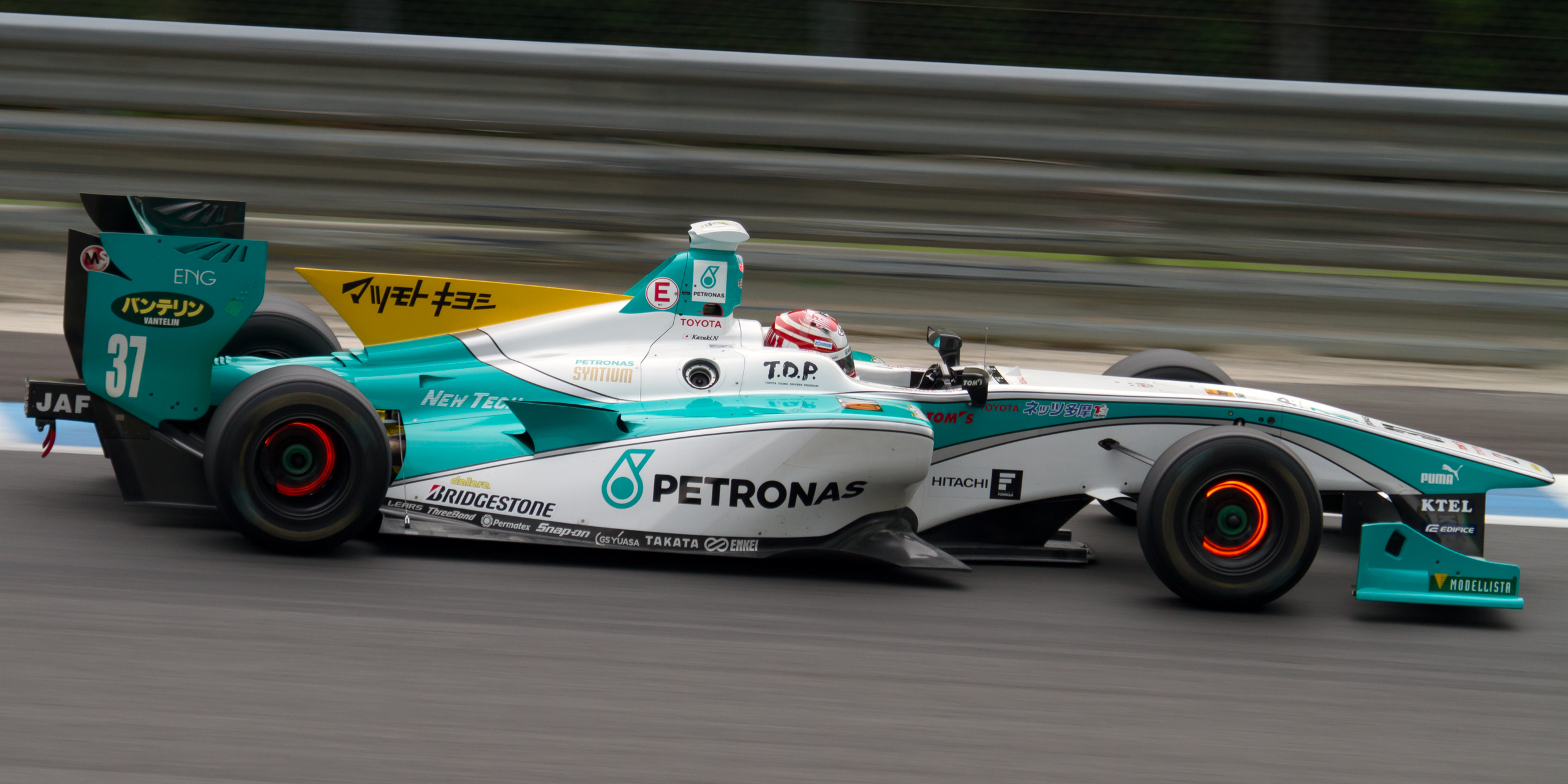
Nakajima in der Super Formula 2014

2014 fuhr Nakajima für das Petronas Team TOM’S in der Super Formula. Er entschied das dritte Rennen in Fuji und das dritte Rennen in Suzuka für sich. Mit 46 zu 39,5 Punkten setzte er sich am Saisonende gegen de Oliveira durch und gewann die Meisterschaft. In der Super GT absolvierte Nakajima nicht mehr jedes Rennen für TOM’S. Er gewann zwei Rennen mit Rossiter und lag am Saisonende auf dem fünften Platz der Fahrerwertung. Nakajima zog sich nach der Saison aus der Super GT zurück. In der FIA-Langstrecken-Weltmeisterschaft 2014 ging Nakajima für Toyota zu fünf Rennen an den Start. Er fuhr zusammen mit Stéphane Sarrazin und Wurz. Nakajima wurde dreimal Zweiter und lag am Saisonende auf dem achten Platz.
2015 blieb Nakajima beim Petronas Team TOM’S in der Super Formula. Bei einem Rennen wurde er verletzungsbedingt durch Kazuya Ōshima vertreten. In Kamitsue gewann er und er beendete jedes Rennen in den Top-4. Mit 45,5 zu 51,5 Punkten wurde er Gesamtzweiter hinter Hiroaki Ishiura. In der FIA-Langstrecken-Weltmeisterschaft änderte Toyota 2015 die Fahrzeugeinteilungen. Nakajima schloss sich Sébastien Buemi und Anthony Davidson, die im Vorjahr die Weltmeisterschaft gewonnen hatten, an. Beim 6-Stunden-Rennen von Spa-Francorchamps verunfallte Nakajima im Training schwer und erlitt einen Wirbelbruch. Er fiel für mehrere Wochen aus. Mit einer Podest-Platzierung lag Nakajima am Saisonende auf dem siebten Gesamtrang.
Die Super-Formula-Saison 2016 bestritt Nakajima erneut für TOM’S. Er wurde zweimal Zweiter und erreichte den sechsten Platz im Gesamtklassement. Darüber hinaus absolvierte er die FIA-Langstrecken-Weltmeisterschaft 2016 erneut mit Buemi und Davidson für Toyota. Mit einem dritten Platz als bestem Ergebnis erreichte das Trio Gesamtplatz acht.
Mit dem Ablauf der Rennsaison 2021 beendete er seine Fahrerkarriere und wechselte als stellvertretender Vorsitzender in das Management von Toyota Gazoo Racing Europe.

## Persönliches
Nakajima ist der Sohn des japanischen Automobilrennfahrers und Teamchefs Satoru Nakajima. Sein jüngerer Bruder Daisuke ist ebenfalls Automobilrennfahrer.

## Statistik

### Karrierestationen
| - 1996–2002: Kartsport - 2003: Formel Toyota (Meister) - 2004: Japanische Formel 3 (Platz 5) - 2005: Japanische Formel 3 (Platz 2) - 2005: Super GT, GT300 (Platz 8) - 2006: Formel-3-Euroserie (Platz 7) - 2006: Formel 1 (Testfahrer) - 2007: GP2-Serie (Platz 6) - 2007: Formel 1 (Platz 22) | - 2008: Formel 1 (Platz 15) - 2009: Formel 1 (Platz 20) - 2011: Formel Nippon (Platz 2) - 2011: Super GT (Platz 8) - 2012: Formel Nippon (Meister) - 2012: Super GT (Platz 7) - 2012: WEC (Platz 13) - 2013: Super Formula (Platz 4) - 2013: Super GT (Platz 3) | - 2013: WEC (Platz 12) - 2014: Super Formula (Meister) - 2014: Super GT (Platz 5) - 2014: WEC (Platz 8) - 2015: Super Formula (Platz 2) - 2015: WEC (Platz 7) - 2016: Super Formula (Platz 6) - 2016: WEC (Platz 8) |

### Statistik in der Formel-1-Weltmeisterschaft
Diese Statistik umfasst alle Teilnahmen des Fahrers an der Formel-1-Weltmeisterschaft.

#### Gesamtübersicht
| Saison | Team          | Chassis       | Motor         | Rennen | Siege | Zweiter | Dritter | Poles | schn. Runden | Punkte | WM-Pos. |
| ------ | ------------- | ------------- | ------------- | ------ | ----- | ------- | ------- | ----- | ------------ | ------ | ------- |
| 2007   | AT&T Williams | Williams FW29 | Toyota 2.4 V8 | 1      | −     | −       | −       | −     | −            | −      | 22.     |
| 2008   | AT&T Williams | Williams FW30 | Toyota 2.4 V8 | 18     | −     | −       | −       | −     | −            | 9      | 15.     |
| 2009   | AT&T Williams | Williams FW31 | Toyota 2.4 V8 | 17     | −     | −       | −       | −     | −            | −      | 20.     |
| Gesamt | Gesamt        | Gesamt        | Gesamt        | 36     | −     | −       | −       | −     | −            | 9      |         |

#### Einzelergebnisse
| Saison | 1  | 2   | 3   | 4   | 5   | 6   | 7  | 8  | 9  | 10  | 11 | 12 | 13 | 14 | 15  | 16 | 17 | 18 |
| ------ | -- | --- | --- | --- | --- | --- | -- | -- | -- | --- | -- | -- | -- | -- | --- | -- | -- | -- |
| 2007   |    |     |     |     |     |     |    |    |    |     |    |    |    |    |     |    |    |    |
|        |    |     |     |     |     |     |    |    |    |     |    |    |    |    |     | 10 |    |    |
| 2008   |    |     |     |     |     |     |    |    |    |     |    |    |    |    |     |    |    |    |
| 6      | 17 | 14  | 7   | DNF | 7   | DNF | 15 | 8  | 14 | 13  | 15 | 14 | 12 | 8  | 15  | 12 | 17 |    |
| 2009   |    |     |     |     |     |     |    |    |    |     |    |    |    |    |     |    |    |    |
| DNF    | 12 | DNF | DNF | 13  | 15* | 12  | 11 | 12 | 9  | 18* | 13 | 10 | 9  | 15 | DNF | 13 |    |    |

| Legende  | Legende            | Legende                                                          |
| Farbe    | Abkürzung          | Bedeutung                                                        |
| -------- | ------------------ | ---------------------------------------------------------------- |
| Gold     | –                  | Sieg                                                             |
| Silber   | –                  | 2. Platz                                                         |
| Bronze   | –                  | 3. Platz                                                         |
| Grün     | –                  | Platzierung in den Punkten                                       |
| Blau     | –                  | Klassifiziert außerhalb der Punkteränge                          |
| Violett  | DNF                | Rennen nicht beendet (did not finish)                            |
| Violett  | NC                 | nicht klassifiziert (not classified)                             |
| Rot      | DNQ                | nicht qualifiziert (did not qualify)                             |
| Rot      | DNPQ               | in Vorqualifikation gescheitert (did not pre-qualify)            |
| Schwarz  | DSQ                | disqualifiziert (disqualified)                                   |
| Weiß     | DNS                | nicht am Start (did not start)                                   |
| Weiß     | WD                 | zurückgezogen (withdrawn)                                        |
| Hellblau | PO                 | nur am Training teilgenommen (practiced only)                    |
| Hellblau | TD                 | Freitags-Testfahrer (test driver)                                |
| ohne     | DNP                | nicht am Training teilgenommen (did not practice)                |
| ohne     | INJ                | verletzt oder krank (injured)                                    |
| ohne     | EX                 | ausgeschlossen (excluded)                                        |
| ohne     | DNA                | nicht erschienen (did not arrive)                                |
| ohne     | C                  | Rennen abgesagt (cancelled)                                      |
| ohne     | keine WM-Teilnahme |                                                                  |
| sonstige | P/fett             | Pole-Position                                                    |
| sonstige | 1/2/3/4/5/6/7/8    | Punktplatzierung im Sprint-/Qualifikationsrennen                 |
| sonstige | SR/kursiv          | Schnellste Rennrunde                                             |
| sonstige | *                  | nicht im Ziel, aufgrund der zurückgelegten Distanz aber gewertet |
| sonstige | ()                 | Streichresultate                                                 |
| sonstige | unterstrichen      | Führender in der Gesamtwertung                                   |

### Einzelergebnisse in der Formel Nippon/Super Formula
| Jahr | Team                | Motor  | 1   | 2   | 3   | 4   | 5   | 6   | 7   | 8   | 9   | 10 | 11 | Punkte | Rang |
| ---- | ------------------- | ------ | --- | --- | --- | --- | --- | --- | --- | --- | --- | -- | -- | ------ | ---- |
| 2011 | Petronas Team TOM’S | Toyota | SU1 | AUT | FU1 | MO1 | SU2 | SUG | MO2 | MO2 | FU2 |    |    | 42     | 2.   |
| 2011 | Petronas Team TOM’S | Toyota | 3   | 1   | 3   | 3   | C   | 3   | 2   | 2   | 3   |    |    | 42     | 2.   |
| 2012 | Petronas Team TOM’S | Toyota | SU1 | MO1 | AUT | FU1 | MO2 | SUG | SU2 | SU2 | FU2 |    |    | 46     | 1.   |
| 2012 | Petronas Team TOM’S | Toyota | 1   | 3   | 5   | 2   | 4   | 5   | 12  | 1   | 7   |    |    | 46     | 1.   |
| 2013 | Petronas Team TOM’S | Toyota | SU1 | AUT | FU1 | MOT | INJ | SUG | SU2 | SU2 | FU2 |    |    | 24     | 4.   |
| 2013 | Petronas Team TOM’S | Toyota | 5   | 12  | 8   | 1   | C   | DNF | DNF | 1   | 4   |    |    | 24     | 4.   |
| 2014 | Petronas Team TOM’S | Toyota | SU1 | FUJ | FUJ | FUJ | MOT | AUT | SUG | SU2 | SU2 |    |    | 46     | 1.   |
| 2014 | Petronas Team TOM’S | Toyota | 6   | 2   | 3   | 1   | 7   | 6   | 2   | 2   | 1   |    |    | 46     | 1.   |
| 2015 | Petronas Team TOM’S | Toyota | SU1 | OKA | FUJ | MOT | AUT | SUG | SU2 | SU2 |     |    |    | 45,5   | 2.   |
| 2015 | Petronas Team TOM’S | Toyota | 2   | INJ | 2   | 2   | 1   | 4   | 4   | 2   |     |    |    | 45,5   | 2.   |
| 2016 | Vantelin Team TOM’S | Toyota | SU1 | OK1 | FUJ | MOT | OK2 | OK2 | SUG | SU2 | SU2 |    |    | 22     | 6.   |
| 2016 | Vantelin Team TOM’S | Toyota | 12  | 17  | 2   | 7   | DNF | 2   | 4   | 5   | 10  |    |    | 22     | 6.   |

Anmerkungen
1. 1 2 3  Für den Fuji Sprint Cup wurden keine Punkte vergeben.

### Le-Mans-Ergebnisse
| Jahr | Team                | Fahrzeug            | Teamkollege      | Teamkollege       | Platzierung     | Ausfallgrund |
| ---- | ------------------- | ------------------- | ---------------- | ----------------- | --------------- | ------------ |
| 2012 | Toyota Racing       | Toyota TS030        | Alexander Wurz   | Nicolas Lapierre  | Ausfall         | Motorschaden |
| 2013 | Toyota Racing       | Toyota TS030        | Alexander Wurz   | Nicolas Lapierre  | Rang 4          |              |
| 2014 | Toyota Racing       | Toyota TS040 Hybrid | Alexander Wurz   | Stéphane Sarrazin | Ausfall         | Elektrik     |
| 2015 | Toyota Racing       | Toyota TS040 Hybrid | Anthony Davidson | Sébastien Buemi   | Rang 8          |              |
| 2016 | Toyota Gazoo Racing | Toyota TS050 Hybrid | Anthony Davidson | Sébastien Buemi   | nicht klassiert |              |
| 2017 | Toyota Gazoo Racing | Toyota TS050 Hybrid | Anthony Davidson | Sébastien Buemi   | Rang 8          |              |
| 2018 | Toyota Gazoo Racing | Toyota TS050 Hybrid | Fernando Alonso  | Sébastien Buemi   | Gesamtsieg      |              |
| 2019 | Toyota Gazoo Racing | Toyota TS050 Hybrid | Fernando Alonso  | Sébastien Buemi   | Gesamtsieg      |              |
| 2020 | Toyota Gazoo Racing | Toyota TS050 Hybrid | Brendon Hartley  | Sébastien Buemi   | Gesamtsieg      |              |
| 2021 | Toyota Gazoo Racing | Toyota GR010 Hybrid | Brendon Hartley  | Sébastien Buemi   | Rang 2          |              |

### Einzelergebnisse in der FIA-Langstrecken-Weltmeisterschaft
| Saison  | Team   | Rennwagen           | 1   | 2   | 3   | 4   | 5   | 6   | 7   | 8   | 9   |
| ------- | ------ | ------------------- | --- | --- | --- | --- | --- | --- | --- | --- | --- |
| 2012    | Toyota | Toyota TS030 Hybrid | SEB | SPA | LEM | SIL | SAO | BAH | FUJ | SHA |     |
| 2012    | Toyota | Toyota TS030 Hybrid |     |     | DNF | 2   |     |     | 1   |     |     |
| 2013    | Toyota | Toyota TS030 Hybrid | SIL | SPA | LEM | SAO | AUS | FUJ | SHA | BAH |     |
| 2013    | Toyota | Toyota TS030 Hybrid |     | DNF | 4   |     |     | 1   |     |     |     |
| 2014    | Toyota | Toyota TS040 Hybrid | SIL | SPA | LEM | AUS | FUJ | SHA | BAH | SAO |     |
| 2014    | Toyota | Toyota TS040 Hybrid | 2   | 3   | DNF |     | 2   | 2   |     |     |     |
| 2015    | Toyota | Toyota TS040 Hybrid | SIL | SPA | LEM | NÜR | AUS | FUJ | SHA | BAH |     |
| 2015    | Toyota | Toyota TS040 Hybrid | 3   | DNF | 8   | 5   | 4   | 5   | 6   | 4   |     |
| 2016    | Toyota | Toyota TS050 Hybrid | SIL | SPA | LEM | NÜR | MEX | AUS | FUJ | SHA | BAH |
| 2016    | Toyota | Toyota TS050 Hybrid | 16  | 27  | DNF | 5   | DNF | 5   | 4   | 3   | 4   |
| 2017    | Toyota | Toyota TS050 Hybrid | SIL | SPA | LEM | NÜR | MEX | AUS | FUJ | SHA | BAH |
| 2017    | Toyota | Toyota TS050 Hybrid | 1   | 1   | 6   | 4   | 3   | 3   | 1   | 1   | 1   |
| 2018/19 | Toyota | Toyota TS050 Hybrid | SPA | LEM | SIL | FUJ | SHA | SEB | SPA | LEM |     |
| 2018/19 | Toyota | Toyota TS050 Hybrid | 1   | 1   | DNF | 2   | 2   | 1   | 1   | 1   |     |
| 2019/20 | Toyota | Toyota TS050 Hybrid | SIL | FUJ | SHA | BAH | AUS | SPA | LEM | BAH |     |
| 2019/20 | Toyota | Toyota TS050 Hybrid | 2   | 1   | 2   | 2   | 2   | 2   | 1   | 2   |     |
| 2021    | Toyota | Toyota GR010 Hybrid | SPA | POR | MON | LEM | BAH | BAH |     |     |     |
| 2021    | Toyota | Toyota GR010 Hybrid | 1   | 1   | 33  | 2   | 2   | 1   |     |     |     |